# Online Computer Library Center
OCLC Online Computer Library Center, Inc. (OCLC) — «некомерційний, членський, комп'ютерний бібліотечний сервіс та науково-дослідна організація, що спеціалізується з суспільними цілями на розширенні доступу до інформації у світі і скороченні витрат на інформацію». 
Заснована 6 липня 1967 року як неприбутковий Бібліотечний центр коледжу Огайо. Більше 60 000 бібліотек у 112 країнах і територіях використовують послуги OCLC для пошуку, придбання, каталогізації, позичання і збереження бібліотечних матеріалів. Організація заснована Фредом Кілґуром, головний офіс знаходиться в Дубліні, штат Огайо, США.

## Послуги
OCLC забезпечує всіх бібліографічною, реферативною та повнотекстовою інформацією.
OCLC та його бібліотеки-члени спільно створюють і підтримують WorldCat — OCLC Online Union Catalog, найбільший у світі онлайн-каталог загального користування (online public access catalog, OPAC). WorldCat зберігає записи з державних і приватних бібліотек в усьому світі. Програма Open WorldCat записує бібліотечні матеріали в базу даних WorldCat OCLC, доступну для вебкористувачів на популярних інтернет-пошуковиках, бібліографічних та книготорговельних сайтах. У жовтні 2005 року, технічний персонал OCLC розпочав вікіпроєкт, що дозволяє читачам додавати коментарі і структуроване поле інформації, пов'язаної з будь-яким записом WorldCat.
До серпня 2009 року, коли він був проданий Backstage Library Works, OCLC володіла центром збереження мікрофільмів та оцифрування, що називається OCLC Preservation Service Center [Архівовано 29 грудня 2003 у Wayback Machine.], з його головним офісом в Бетлехем, штат Пенсильванія, США.

## Бази даних онлайн
OCLC має базу даних для цілей каталогізації і пошуку, як бібліотекарями так і громадськістю. Поточну комп'ютерну програму, «Connexion», було введено в дію в 2001 році, і її попередницю, «OCLC Passport», було зупинено в травні 2005 року.
База даних містить записи у форматі машинозчитуваної каталогізації (MARC, MAchine Readable Cataloging), що використовуються бібліотечним каталогізаторами по всьому світі.  Записи звантажуються в місцеві бібліотечні каталожні системи. Така робота з OCLC-базою дозволяє додавати дані в місцевий каталог масово, не вводячи поодинчі записи.